# 蒂姆·格雷厄姆
蒂姆·格雷厄姆（英語：Tim Graham，1939年5月31日—），英国男子田径运动员，主攻短跑。他曾代表英国参加1964年夏季奥林匹克运动会田径比赛，获得男子4×400米接力银牌。